# Domenico Millelire
Domenico Millelire, pseudonimo di Domenico Leoni (La Maddalena, 1761 – La Maddalena, 14 agosto 1827), è stato un militare italiano in servizio nella Regia Marina Sarda; è storicamente considerato la prima medaglia d'oro al valor militare delle forze armate italiane.
Figlio di Pietro  e Maria Ornano, fu il secondo di quattro fratelli tutti dediti alla Marina. Divenne celebre per la valorosa difesa dell'arcipelago di La Maddalena dall'attacco, avvenuto il 23 febbraio 1793 da parte della flotta della Repubblica Francese.

## La battaglia del 1793
Nell'ultimo decennio del Settecento la neo-repubblica francese, spinta da mire espansionistiche, preme sui confini del Regno di Sardegna. I soldati di Vittorio Amedeo III contrastano efficacemente l'armata francese ai piedi delle Alpi, ma i transalpini cambiano strategia: mettono a punto un piano per invadere la Sardegna per fiaccare così la resistenza del Regno. Una flotta di 22 navi, ben equipaggiate e armate, salpa da Bonifacio alle 4.00 del mattino del 22 febbraio e già alle 9.00 una parte delle truppe da sbarco comandate dai luogotenenti Buonaparte e Quenza si impossessano dell'indifesa isola di Spargi. Sull'isola di La Maddalena intanto la popolazione civile viene evacuata nell'entroterra di Palau e ci si prepara alla difesa nonostante la manifesta inferiorità di uomini e mezzi. Sull'isola madre i miliziani sono circa 500 di cui la metà volontari e mal equipaggiati mentre sulla costa gallurese ci sono circa 200 combattenti, principalmente pastori e artigiani galluresi. La flotta sarda è composta di due mezze galere, la Beata Margherita e la Santa Barbara, di quattro galeotte e di legni minori, l'isola di Santo Stefano è armata di tre cannoni e presidiata da 25 uomini mentre in quella di La Maddalena sono presenti le batterie Sant'Andrea e Cavaliere.
La fregata francese Fauvette nel frattempo si avvicina all'isola madre ricevendo il fuoco dei cannoni della batteria Balbiano e quello delle mezze galere e viene costretta a ripararsi nella rada di Mezzo schifo dove cala l'ancora. Nelle forze francesi figurava, col grado di luogotenente, il giovane e futuro Imperatore di Francia Napoleone Bonaparte.
Nel pomeriggio, i francesi sbarcano, senza essere visti, sull'isola di S. Stefano, dove il luogotenente Bonaparte fa piazzare un mortaio d'assalto e alcuni cannoni che nella notte bersagliano senza sosta i forti maddalenini, la flotta all'ancora e lo stesso abitato di La Maddalena. La situazione è grave e il nocchiere Millelire sa che La Maddalena non può resistere a lungo, prende il comando di una piccola lancia sulla quale è imbarcato il più grosso cannone della Balbiano, e lo trasporta a Punta Tegge nella parte ovest dell'isola per metterlo in batteria.
Da qui, con una pioggia di palle riesce a danneggiare la fregata Fauvette e costringerla a riparare in un luogo più sicuro per gettare l'ancora nella cala di Villa Marina a S. Stefano.
La vicina isola di Caprera non può più essere presidiata, gli uomini vengono richiamati per difendere il difendibile, ma Millelire non si arrende e da Punta Tegge, dove si trova, concepisce un piano molto ardito: fa montare una batteria sul litorale della Sardegna per cannoneggiare le navi francesi ancorate nella cala di Villa Marina.
Si imbarca sul suo lancione, scortato dalla galeotta Sultana e con l'aiuto di Tommaso Zonza, altro eroico Maddalenino, approda nei pressi di Palau e, con l'aiuto di alcuni abitanti del paese piazza il cannone da dove apre il fuoco sulla flotta all'ancora, la quale subisce danni pesantissimi ed è costretta nuovamente alla fuga. Millelire ne anticipa ancora le mosse: fa spostare la batteria a Capo d'Orso, a sud di Palau, e colpisce ancora i francesi in fuga provocando un ammutinamento nell'equipaggio il quale, in preda allo sconforto, chiede di navigare in gran fretta verso la Corsica.
Il generale Pietro Paolo Colonna-Cesari, comandante della spedizione emana l'ordine di ritirata, ma Buonaparte non ci sta e continua il fuoco su La Maddalena che risponde, seppur a corto di munizioni. Il nocchiere Millelire ora reimbarca il suo cannone sul lancione e insegue il convoglio nemico in una disordinata fuga, s'imbarca poi su di una lancia cannoniera e insegue, non ancora pago, la flotta francese fin quasi in Corsica. La ritirata di Napoleone diventa così d'obbligo.
Fu promosso prima a sottotenente di vascello, poi a capitano delle Regie truppe e, dal 18 novembre 1815, a Comandante centrale del porto e Comandante della piazza marittima di La Maddalena.

## Altre battaglie
Nel 1799 Millelire, all'epoca comandante, respinse un attacco di corsari tunisini, salvando nuovamente la popolazione isolana dall'invasione nemica.

## Morte
Millelire morì nel 1827 e venne sepolto nella tomba di famiglia del cimitero vecchio di La Maddalena.
A Torino gli è dedicata una via nel quartiere Mirafiori Sud: nella zona - all'epoca gravemente degradata - è ambientata la pellicola La ragazza di via Millelire, film del 1980 di Gianni Serra.

## Onorificenze
Il 6 aprile 1793 Domenico Millelire, eroico nocchiere della Real Marina Sarda, venne insignito della medaglia d'oro con la seguente motivazione: